# Heerde
Heerde és un municipi de la província de Gelderland, al centre-oest dels Països Baixos. L'1 de gener del 2009 tenia 18.269 habitants repartits sobre una superfície de 80,39 km² (dels quals 1,69 km² corresponen a aigua). Limita al nord amb Oldebroek, Hattem i Zwolle (O), al sud-oest amb Epe i al sud-est amb Olst-Wijhe (O).

## Centres de població
- Heerde
- Hoorn (Gelderland)
- Veessen
- Vorchten
- Wapenveld

## Administració
El consistori consta de 17 membres, compost per:
- Crida Demòcrata Cristiana, (CDA) 5 regidors
- Partit del Treball, (PvdA) 5 regidors
- ChristenUnie/SGP, 3 regidors
- Partit Popular per la Llibertat i la Democràcia, (VVD) 2 regidors
- Boerenpartij, 2 regidors

## Galeria d'imatges

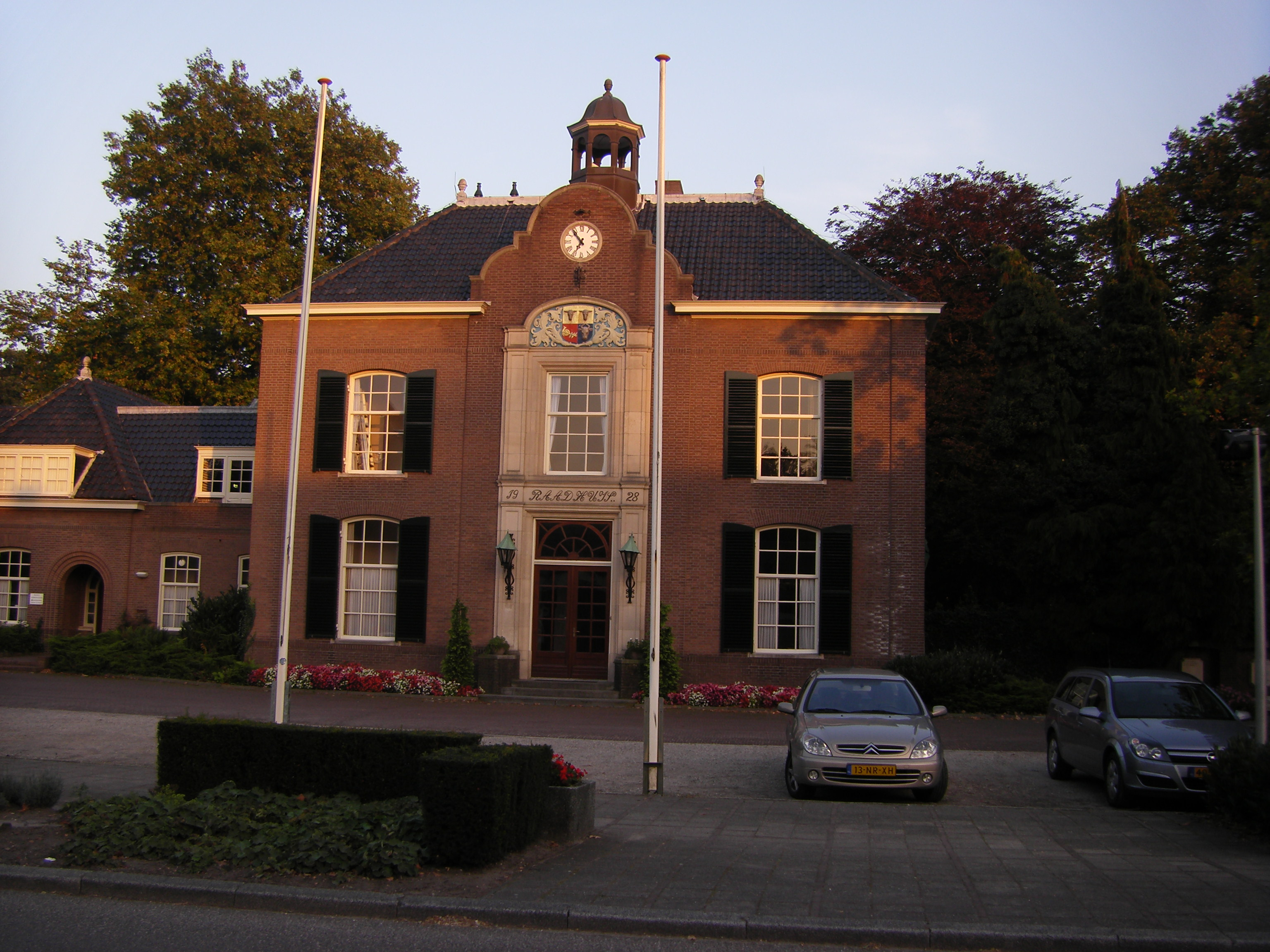
Ajuntament